# Sioux
A palavra Sioux (pronúncia em inglês:(/suː/) ou, em português, Siú significa:
- Em sentido amplo, um importante grupo linguístico do centro e do nordeste da América do Norte. Esse grupo subdivide-se em dois subgrupos, os Catawba e os Sioux que são divididos em outros três grandes grupos: os Tétons, Yanktons e Santees.
- Em sentido estrito, uma palavra de origem ojibwa que designa as tribos Lakota, Nakota e Dakota, culturalmente muito próximas.

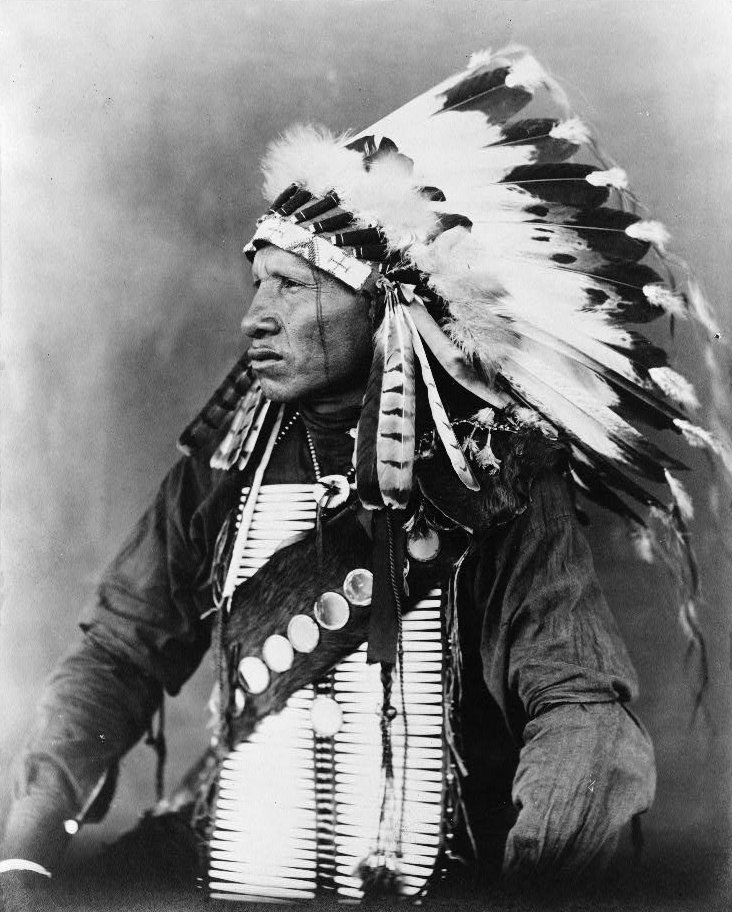
Retrato de um Sioux (Pássaro Vermelho)

Também chamados de Dakotas ou Lakotas, espalhavam-se pelos estados de Dakota do Norte e do Sul, no centro-norte dos Estados Unidos. A origem do termo Sioux remonta o século XVII, quando seus inimigos, os Ojibwas, disseram aos franceses que assim eram chamados. Vem do termo Ojibwa Na dou esse, que significa "inimigo". Os franceses, ao tentar dizer o termo, disseram Nadousioux, e os ingleses e americanos abreviaram para Sioux.
As principais atividades econômicas dos Sioux giravam em torno da agricultura, onde a plantação de milho possuía expressivo destaque. Além disso, realizavam caça a animais de grande porte como os bisões. A carne obtida desse tipo de caça era dividida entre as famílias que participavam da caça, o couro era utilizado para a confecção de roupas e tendas, os ossos utilizados para o artesanato e a fabricação de armas.
Os seus principais inimigos eram os crows e seus aliados eram os cheyennes.

## História
Com o contato com os colonizadores espanhóis, os Sioux passaram a utilizar cavalos nas atividades de guerra, caça e transporte. Eram os mais agressivos na sua resistência contra os intentos de extermínio perpetrados pelos povos brancos e tinham cerimônias que incluíam rituais de tortura como prova de bravura. Num desses rituais, mostrado no filme Um Homem Chamado Cavalo (1970), o índio tinha a pele atravessada por pinos de madeira presos a cordas, que eram estendidas para erguer o corpo até gerar dilacerações. Depois do processo de independência, os conflitos com os colonizadores aumentaram significativamente. Os sioux resistiram aos brancos até 1890, quando foram derrotados.
Atualmente, os remanescentes, os poucos indivíduos que puderam sobreviver ao extermínio étnico levado a cabo pelo povo invasor e ocupante, vivem em reservas nos estados de Dakota do Norte e Dakota do Sul, nos Estados Unidos.